# Pero (bướm đêm)
Pero là một chi bướm đêm thuộc họ Geometridae.

## Các loài tiêu biểu
- Pero morrisonaria - Morrison's Pero